# Calle Mayor (película)
Calle Mayor —en francés, Grand Rue— es una película hispano-francesa en blanco y negro de 1956 dirigida por Juan Antonio Bardem e interpretada en sus principales papeles por Betsy Blair y José Suárez. Está muy libremente inspirada en la obra teatral de Carlos Arniches La señorita de Trevélez, si bien eliminando los elementos cómicos de la misma y potenciando los dramáticos. De esta manera, resulta ser un áspero drama que realiza un duro retrato de la vida en una ciudad provinciana. Obtuvo diversos premios nacionales e internacionales y está generalmente considerada como la mejor película de su director.

## Antecedentes
En 1956, Juan Antonio Bardem tenía 34 años. En 1951 había codirigido su primera película —Esa pareja feliz— junto con Luis García Berlanga. Pero fue el estreno de Bienvenido Mr. Marshall (1952), de cuyo guion fue también coautor, el que le dio a conocer. Después realizó Cómicos, Felices Pascuas (1954), y Muerte de un ciclista (1955), que tuvo gran éxito internacional y obtuvo el Premio de la crítica en un Festival de Cannes en el que, además, Bardem formó parte del jurado de la sección oficial. El cineasta era militante del clandestino Partido Comunista de España (PCE), y su ideología política se reflejaba en su cine. Como él mismo dijo más tarde «todo el cine que he hecho como autor o como trabajador de cine ha ido unido de forma solidaria con mi trabajo en el partido y con mi lucha política dentro de él».
En ese momento, Bardem era la máxima figura del cine español, y dentro de él estaba situado en un grupo que se ha denominado «cine de la disidencia», formado por directores con intenciones renovadoras y opuestos a los partidarios de las tradicionales películas históricas con decorados de cartón piedra o musicales con artistas folclóricas. En una entrevista Bardem afirmó que «el deber del cine realista es siempre el de mostrar en un lenguaje de luces, imágenes, sonidos, la auténtica realidad de nuestro mundo, de nuestro ambiente cotidiano, “aquí y ahora”, en el lugar donde vivimos hoy». Y fue en 1955 cuando, a instancias del Partido Comunista, se organizaron en Salamanca unos encuentros sobre cine que son conocidos como las Conversaciones de Salamanca. Su organizador fue el también comunista Ricardo Muñoz Suay, quien consiguió que participasen en el evento sectores católicos y falangistas. Bardem presentó una ponencia titulada «Informe sobre la situación actual de nuestra cinematografía» en la que incluyó una lapidaria sentencia: «El cine español es políticamente ineficaz, socialmente falso, intelectualmente ínfimo, estéticamente nulo, industrialmente raquítico». Dicho evento, junto a las lecturas políticas de Muerte de un ciclista que llegaban del extranjero hicieron que las autoridades franquistas se percatasen del mensaje de la película. Como consecuencia, la censura decidió examinar con más atención sus posteriores trabajos.
Algunas historiadoras feministas hablan de un pretendido «cine de mujeres» protagonizado por personajes atractivos para el público femenino. En la época de la dictadura de Franco serían ejemplos películas como El fantasma y Doña Juanita (Rafael Gil, 1944), Nada (Edgar Neville, 1947), Locura de amor (Juan de Orduña, 1948) y Pequeñeces... (Juan de Orduña, 1950). Calle Mayor se puede encuadrar en este grupo de filmes que ya se había estilizado notablemente con Cielo negro (Manuel Mur Oti, 1951). Tanto en la cinta de Mur como en la de Bardem se detecta un interés por realizar «películas de tesis», «cine de autor» conforme a la doctrina planteada por la revista francesa Cahiers du Cinéma y apoyada por los festivales. Lo importante ya no era la factura visual de la película, sino el prestigio del director, artista comprometido estética, moral y, muchas veces, políticamente.

## Sinopsis
La película comienza con las imágenes de unos hombres llevando un ataúd hasta una vivienda. Después se oyen los gritos de enfado de don Tomás, quien asegura no estar todavía muerto, sino muy vivo. Más tarde, los autores de la broma ríen en el casino mientras juegan al billar. Un piso más abajo, Federico, amigo de uno de los bromistas llamado Juan, habla con don Tomás intentando convencerle de que escriba en una revista de la capital. El veterano intelectual rechaza la oferta y dice tener todo escrito y preferir vivir en esa pequeña ciudad provinciana.
Juan y Federico pasean y el primero saluda a un grupo de señoras entre las que se encuentra Isabel, mujer de treinta y tantos años considerada ya como solterona. Cuando, al día siguiente, Juan despide a Federico en la estación del ferrocarril, se encuentra de nuevo con Isabel y ambos mantienen una relajada y amable conversación. Al llegar el encuentro a oídos de sus amigos del casino, estos urden una broma consistente en que Juan corteje a Isabel, le declare su amor y le pida en matrimonio para, a continuación, desvelar que todo es una broma. Juan se resiste inicialmente, pero acabará accediendo ante la insistencia de sus amigos.
El plan va teniendo efecto. Una serie de encuentros de Juan con Isabel despertarán el interés de esta, luego la ilusión y, finalmente, el amor. El falso galán se declara durante una procesión y luego la pareja hará planes de boda. Simultáneamente, Juan mantiene encuentros sexuales con Tonia, una prostituta que también está enamorada de él.

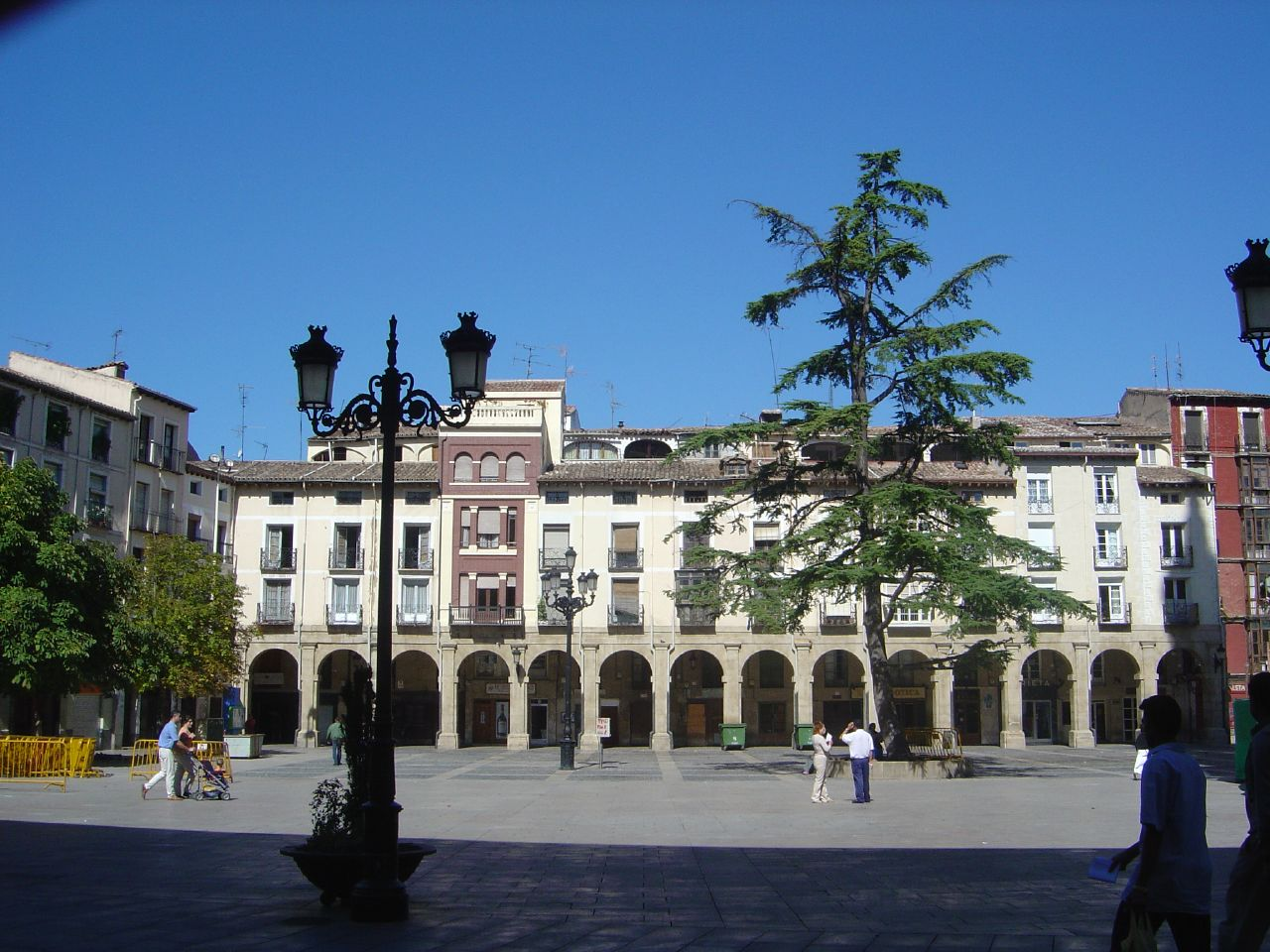
Plaza del Mercado de Logroño, uno de los escenarios del filme.

Conforme el plan avanza, Juan se va dando cuenta del daño que la broma va a causar a Isabel y no sabe cómo abandonar el plan sin lastimar a la mujer. Durante una visita al piso en construcción que ella planea comprar para su vida en común, siente la tentación de asesinarla arrojándola por un foso pero, lejos de hacer tal cosa, le salva la vida cuando ella está a punto de caer accidentalmente. Su preocupación le lleva a pedir consejo a su amigo Federico, quien vuelve a visitarle desde la capital. Este le aconseja que cuente la verdad a la engañada Isabel, pero Juan no se atreve. Finalmente, uno de los amigos urde la forma de poner fin al engaño; en el próximo baile social durante el que está previsto anunciar el compromiso, simularán haber descubierto que Juan ya está comprometido. De esta forma él quedará libre. Aunque Juan parece complacido por la solución, Federico se encara con el grupo y les acusa de ser unos canallas.
Finalmente, pocas horas antes de la celebración del baile y tras haber huido Juan, será Federico quien le cuente la verdad a Isabel. Los sueños de la enamorada se hacen añicos y se da cuenta de que, además de la soltería, deberá afrontar el ridículo. Federico le sugiere que viaje con él a la capital y se establezca allí, libre de murmuraciones. Sin embargo, llegado el momento de la partida del tren, Isabel no se atreve a abandonar su mundo y vuelve a casa. Allí contempla la calle bajo la lluvia a través de los cristales de la ventana.

## Argumento

### El origen teatral
La película está inspirada en la obra teatral de Carlos Arniches La señorita de Trevélez, si bien tiene notables diferencias con ella. Esta cuenta cómo Numeriano Galán, quien presume de conquistador y compite con Pablo Picavea por conseguir los favores de Soledad, criada de los Trevélez, es víctima de una broma. Los miembros del Guasa-Club envían una carta amorosa en su nombre a Flora Trevélez, solterona poco agraciada, quien acepta gustosa las proposiciones. La satisfacción que la noticia causa en el irascible Gonzalo Trevélez, hermano de Flora, intimidará a Numeriano, quien no se atreve a deshacer el engaño por temor a la reacción de aquel. Para deshacer el enredo, Picavea simulará estar despechado y dice a Flora que Numeriano está casado. Sin embargo, Gonzalo reacciona retando a duelo a Picavea, lo que supondría la segura muerte de este. El temor de Numeriano a contraer matrimonio le hará buscar en vano una salida tras otra, hasta llegar a la conclusión de que debe contar la verdad. Los equívocos se suceden hasta el final, provocando la hilaridad del espectador.

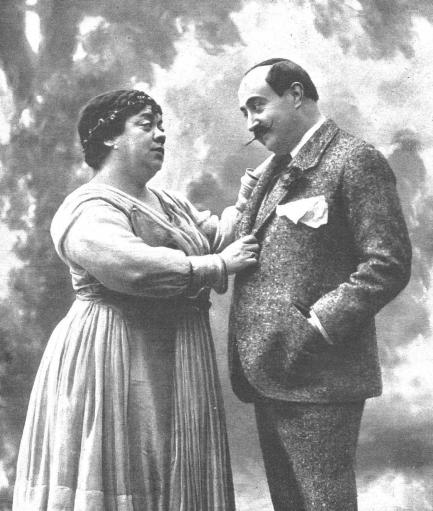
La señorita de Trevélez es un personaje muy distinto de la Isabel de Calle Mayor

La obra está sustentada en ingeniosos juegos verbales y gestuales que quitan hierro al conflicto mostrado y crean un efecto de acumulación humorística. Solo el espectador comprende la situación en su totalidad, a diferencia de los personajes, que tienen una información parcial. El trasfondo social aparece solo levemente esbozado al final, cuando se censura la bajeza moral provinciana y la burla de las desgracias ajenas. La obra ya fue llevada al cine en 1935 por Edgar Neville, quien se tomó algunas licencias con el consentimiento de Arniches, pero sin alterar su esencia.

### Guion
El propio Bardem escribió el primer guion original entre el 29 de julio y el 29 de agosto de 1955 durante sus vacaciones en su casa de Las Navas del Marqués. Se inspiró en la pieza de Arniches y —en cuanto a cierta situación más que respecto a la trama— en Doña Rosita la soltera, de Federico García Lorca, obras que muestran la situación de dependencia de la mujer en la España de la primera mitad del siglo XX, condenada a casarse o fracasar socialmente y sin posibilidad de realizar una vida propia. Sin embargo, el guionista no estaba interesado por la comicidad de La señorita de Trevélez y se centró en los aspectos trágicos de la obra. Suprimió el personaje de Gonzalo y se centró en el de su hermana Flora, bautizada ahora como Isabel. Por otro lado, el personaje del profesor se desdobló en dos distintos: don Tomás, el veterano intelectual que reside en la ciudad provinciana, y Federico, el amigo de Juan que vive en la capital. En cuanto a los amigos de Juan, mantienen el tono caricaturesco de la obra teatral, pero con mayor complejidad.
Isabel, la protagonista de Calle Mayor, es también una solterona como Flora Trevélez, pero no es presentada de forma ridícula. Muy al contrario, es dignificada por Bardem para realizar en ella un análisis de la mujer de la burguesía provinciana. Juan también es forastero y aparece como falso pretendiente, pero lo hace voluntariamente, presionado por un grupo de amigos bromistas. Tampoco presume de conquistador como Numeriano. Lejos de los graciosos equívocos presentes en la obra de Arniches, la película muestra un engaño cruel y amargo en el que los supuestos amigos de Juan no vacilarán en presionarle para que continúe con la burla.
La película es así un drama muy alejado del sainete en el que se inspira. El relato del engaño sirve para mostrar cómo la costumbre y la tradición se imponen sobre el deseo. Se presenta una sociedad castrante que no deja espacio a la felicidad. Los bromistas también pretenden simular que Juan está casado —como en la obra teatral— pero surge el personaje de Federico, que se opone al engaño. Este encarna una trascendental diferencia con la comedia de Arniches, pues se niega a que Isabel sea tratada como una solterona ridícula. De esta forma, el tono amargo predomina en la historia de Bardem. Además, puesto que el espectador dispone siempre de mayor información que los personajes —especialmente la ingenua protagonista— vive el drama con mayor intensidad.
Bardem era plenamente consciente de que la censura le iba a vigilar más estrechamente que en Muerte de un ciclista, por lo que renunció a realizar otra película estrictamente política y optó por una obra con un contenido más social. El filme muestra cómo la sociedad de una opresiva ciudad provinciana puede llegar a aniquilar a los individuos. No obstante, la cinta también permite una cierta lectura política, ya que el director pretende mostrar esa situación como consecuencia de la dictadura franquista. Esta imposibilidad de plantear un mensaje político más explícito propicia, a juicio de un sector crítico, que los personajes tengan mayor verosimilitud que en la anterior película del director madrileño, ya que sus comportamientos no están tan directamente condicionados por la conclusión preestablecida por el autor.
Como indica el título, el centro social de la ciudad es la Calle Mayor. Allí rigen determinadas reglas sociales no escritas. Es el lugar por el que la gente pasea, se ve y se saluda cada día; pero una mujer que sigue soltera a determinada edad ya no debe exhibirse en ella y debe quedar relegada a la cocina y la iglesia. Ese es el caso de Isabel, que ya ha cumplido treinta y cinco años.
En el guion original, tras conocerse el engaño Juan confesaba finalmente a Isabel que estaba realmente enamorado de ella; sin embargo, ella le rechazaba. Parece que el cambio fue realizado por el propio director por voluntad propia y no por mandato de la censura.

### La censura

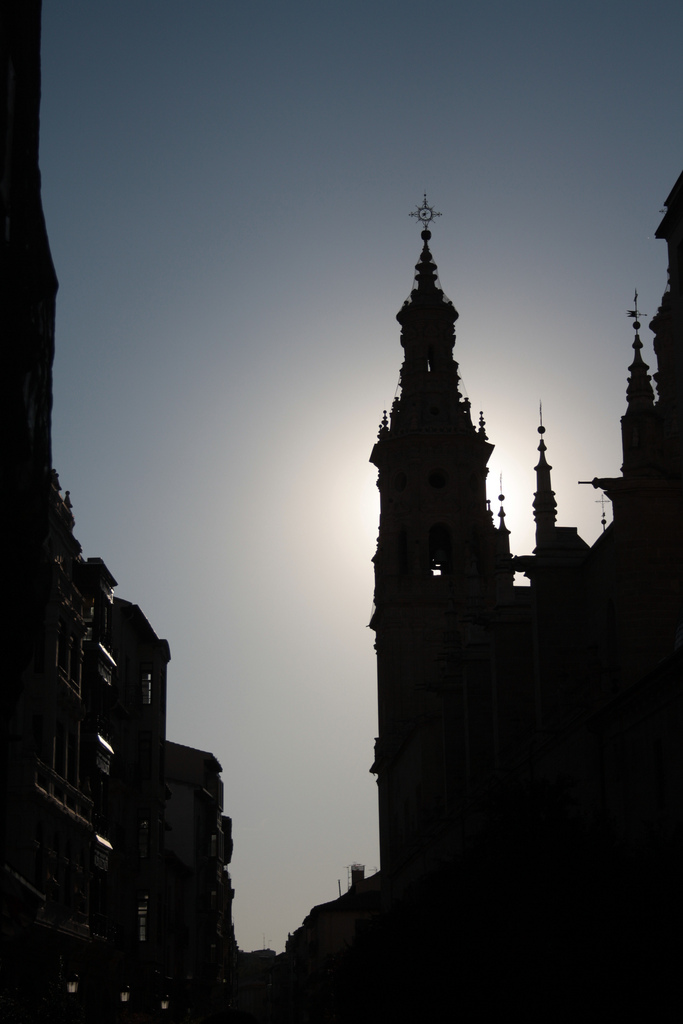
La imagen de la catedral y el tañir de sus campanas están presentes a lo largo del filme a pesar de los intentos de la censura por mitigar la presencia eclesiástica.

Dada la importancia del realizador, fue el propio director general de cinematografía —Manuel Torres López— quien estableció personalmente con Bardem los cambios en el guion suprimiendo unas veinte secuencias. La principal preocupación de los censores era que el lugar en el que transcurría la acción no se pudiera identificar con España. En consecuencia, se añadió una introducción narrada por una voz en off que explicaba que los hechos podían suceder en cualquier ciudad de cualquier país. También se procuró eliminar todos los rótulos de comercios y demás carteles que pudieran servir para localizar geográficamente la ciudad. En este propósito los censores no tuvieron éxito, pues la ambientación del filme revela inequívocamente que se trata de una ciudad española, y el empleado de la estación del ferrocarril luce un típico gorro de RENFE. La referida introducción se superpone sobre dos panorámicas encadenadas inspiradas en No hay paz entre los olivos (1950) de Giuseppe de Santis. Al estar narrada de forma similar a los informativos cinematográficos oficiales del NO-DO, la sensación del espectador de estar contemplando un lugar de España se acentúa aún más.
La segunda preocupación fue reducir todo lo posible la presencia de sacerdotes y religiosos. Sin embargo, el tañido de las campanas de la catedral está presente durante toda la historia y, cuando Juan e Isabel se besan en la alameda, el paso de los seminaristas interfiere en su relación amorosa. Todavía en la fase de montaje hubo que realizar algunos cortes para mitigar las referencias al ambiente clerical o a la promiscuidad de los señoritos provincianos, así como para eliminar algún beso.
Otros recortes del guion eran previsibles. Como la mención de que Federico debe terminar precipitadamente su primera visita debido a que precisamente la revista en la que trabaja ha sufrido los efectos de la censura.
La censura operaba en dos fases: una previa, examinando y modificando el guion, y otra posterior, visionando el montaje final y realizando cortes. Las observaciones de la primera se enviaban a los productores quienes, tras seguir las indicaciones, las destruían. Pero las de la segunda se conservan parcialmente en los archivos estatales. Algunos de los cambios sugeridos  fueron:
- Suprimir el plano de unos sacerdotes cuando Juan dice que por la ciudad nunca pasan compañías de revista.
- Suprimir dos palabras de una frase de Isabel en la que dice que todos los compañeros de promoción de su difunto padre militar son ya generales «y más», en clara referencia al generalísimo Franco.
- En la secuencia de la procesión, suprimir el inserto de unas mujeres mayores entre la pregunta de Juan a Isabel acerca de si ella también le quiere y la intromisión de una señora que le pregunta a él si pertenece a la congregación.
- Reducir las efusiones amorosas de los novios en el portal.
- Suprimir la acusación de Federico de que la culpable es «la ciudad, toda la ciudad».[34]

## Producción
Tras haber utilizado la misma fórmula en Muerte de un ciclista, Bardem decidió rodar Calle Mayor en régimen de coproducción. El capital fue español al 70% y francés al 30%, interviniendo como productores Manuel Goyanes y Serge Silberman. La notoriedad alcanzada por el director facilitaba el estreno de la película en otros países europeos y propiciaba su mayor recaudación. También permitía contratar a alguna estrella internacional, como fue el caso de la estadounidense Betsy Blair. Otra consecuencia del prestigio de Bardem que contribuía a rentabilizar el filme era la buena clasificación que obtenía de cara a la recepción de subvenciones. La categoría 1.ª A le proporcionó una ayuda de 2.110.000 pesetas.

## El rodaje

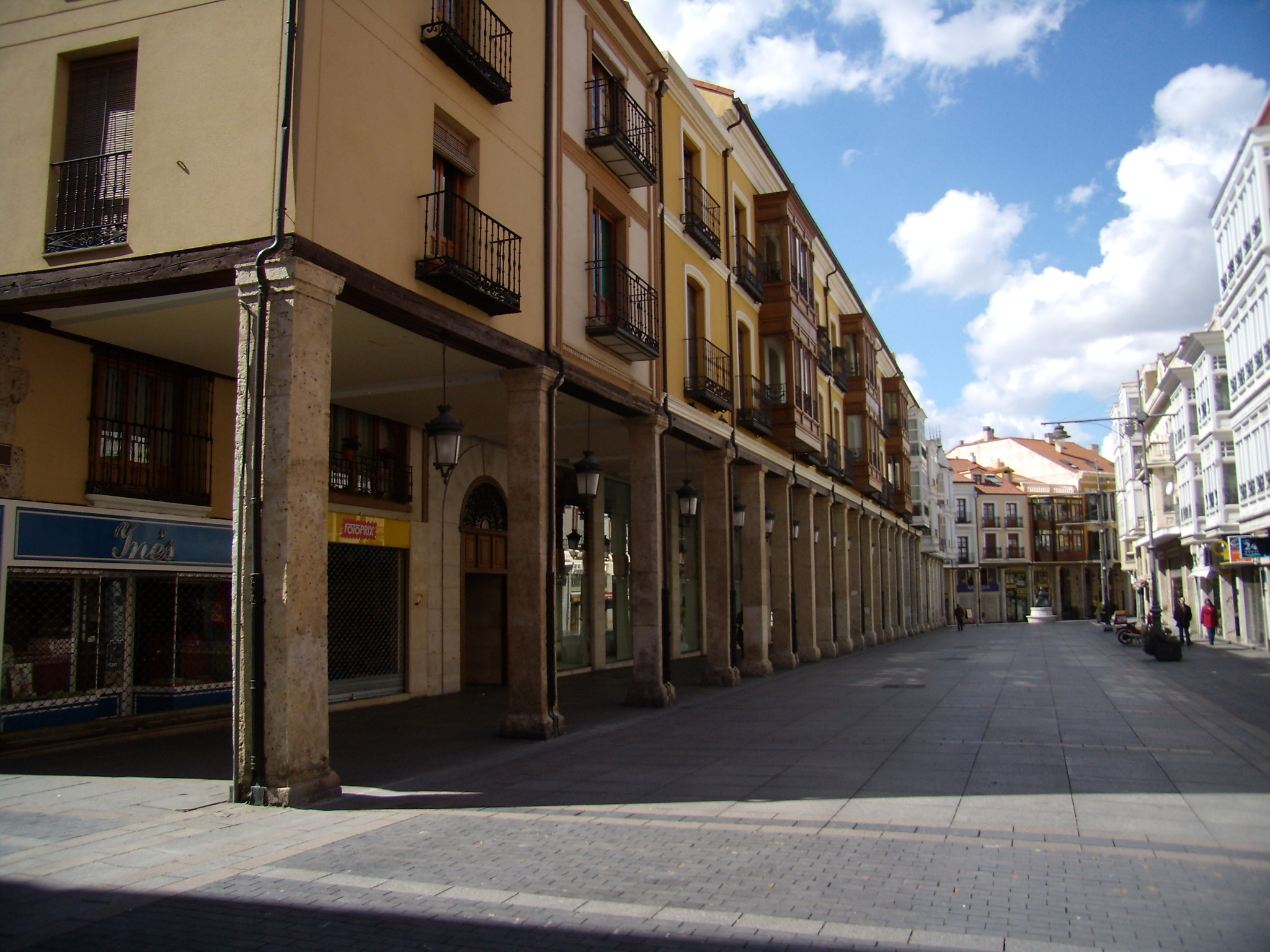
El rodaje de exteriores comenzó en Palencia, donde se utilizó su Calle Mayor.

El rodaje comenzó en enero de 1956 en Madrid, en los Estudios Chamartín. Posteriormente, el equipo se trasladó a Palencia para iniciar la filmación de los exteriores. Los exteriores de la película se grabaron, en su mayoría, en la parte antigua de Cuenca y en su estación de tren.
El 10 de febrero, durante la manifestación conmemorativa de la muerte de Matías Montero, se produjeron enfrentamientos en Madrid que acabaron con un joven falangista herido de bala en la cabeza. El escándalo ocasionó una crisis de gobierno que acabó con la destitución de los ministros Ruiz-Giménez y Fernández-Cuesta. Al día siguiente, Bardem fue arrestado en Palencia y trasladado a las dependencias de la Dirección General de Seguridad acusado de un delito de opinión. Hubo presiones encaminadas a la sustitución del director. Puesto que la película era una coproducción con Francia, se produjo un considerable revuelo ya que los sindicatos franceses apoyaron al detenido. También lo hizo la actriz estadounidense Betsy Blair, quien se negó tajantemente a continuar el rodaje si no era a las órdenes de Bardem. La revista italiana Cinema Nuovo le dedicó un número monográfico. Entre quienes firmaron peticiones de libertad se encontraba Charles Chaplin. Dicha presión posibilitó la liberación del cineasta.
La detención convirtió a Bardem en un símbolo de la oposición al régimen de Franco y ayudó a la promoción internacional de la película. Tras su liberación, el equipo marchó a Cuenca para continuar el rodaje y, después, en vez de volver a Palencia se trasladó a Logroño. Parece que el motivo del traslado fue el mal ambiente que se había creado en la ciudad a consecuencia de la detención. Alguien del equipo señaló la similitud de la logroñesa Calle del General Mola con la palentina Calle Mayor. Tras estos avatares, el rodaje terminó en el mes de marzo.
Dos escenas fueron rodadas en la ciudad de Madrid: en el cruce de las calles Puñonrostro y Sacramento, y en el interior del Monasterio de la Encarnación. 

## Dirección
La crítica considera que Calle Mayor es una película menos fría y rígida que las anteriores que Bardem había dirigido en solitario. A modo de ejemplo, se señala que es menos frecuente que los personajes se encuentren hablando de espaldas uno a otro y separados por varios metros, como ocurría en Muerte de un ciclista. Lo que sí persisten son los encadenamientos verbales típicos del director. Una de las secuencias muestra a Isabel preocupada por su temor a que el exceso de felicidad que siente no pueda prolongarse, y termina preguntando a su criada «¿Qué puede pasar?». La siguiente comienza con uno de los bromistas respondiendo enérgicamente a Juan: «Nada. Nada. Nada. Nosotros no podemos hacer nada».

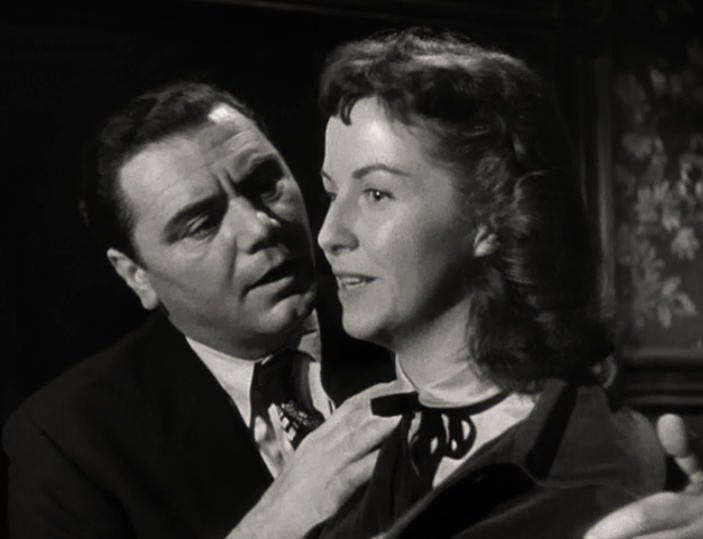
Marty —protagonizada por Ernest Borgnine y Betsy Blair— ganó la Palma de Oro en Cannes estando Bardem en el jurado.

Una de las secuencias más destacadas, sobre todo gracias a la interpretación de Betsy Blair, es la de la procesión, insólito marco en el que tiene lugar la declaración amorosa de Juan a Isabel. De esta forma la religión hace acto de presencia una vez más en la película a pesar de los intentos de la censura por evitarla. Bardem utiliza un recurso tomado de On the Waterfront, de Elia Kazan y que ya había utilizado en su anterior película: la música de la procesión tapa las palabras de Juan, que son inaudibles para el espectador pero comprensibles viendo como se transfigura el rostro de Isabel, y solo el repentino silencio de los instrumentos permite oír a Juan gritar «¡Te quiero!», con el consiguiente disgusto de algunos fieles.
Otra secuencia importante es la del monólogo «Isabel, ¿no tienes novio?» que la protagonista recita ante el silencio del burlador, junto al río y con la ciudad al fondo. También es cuidadosa la planificación de la trascendental secuencia en la que Federico desvela el engaño a Isabel en el vacío salón de baile. Los planos de la sala vacía desde el punto de vista de la mujer se ven reforzados por el ingrato sonido del piano que está siendo afinado.
Ha sido discutida la secuencia en la que, tras conocer el engaño, Isabel se dirige a la estación del ferrocarril al encuentro de Federico, quien le ha propuesto que viaje con él a la capital para evitar las burlas. El director crea un clima de suspense en el que el espectador no sabe si la mujer va a llegar a tiempo de tomar el tren o de comprar el billete. Sin embargo, como pronto se revela, la cuestión no es si Isabel llegará, sino que no tiene destino y está prisionera de la sociedad en la que vive. Cuando el empleado le pregunta para dónde quiere el billete, ella se da cuenta de que no tiene donde ir.
El áspero final no deja concesiones. Incapaz de abandonar su ciudad, Isabel vuelve a casa bajo la lluvia caminando por la Calle Mayor. La minuciosa planificación convierte una secuencia que podría ser lacrimógena en despiadada. Los inclementes bromistas ríen su gracia al paso de la protagonista. Ya en casa, un plano general muestra la habitación en la que destaca el maniquí con el vestido de fiesta que Isabel iba a llevar al baile. Finalmente, un primer plano de la ya oficialmente solterona desde el exterior a través del cristal castigado por la lluvia —para algunos, símbolo de las lágrimas— muestra su imagen desdibujada que parece simbolizar la supresión de su personalidad.
La adscripción de la película a la corriente neorrealista que algunos autores hacen es discutida. En contra se señala que el filme se centra deliberadamente solo en dos personajes principales, alejándose así de la observación de la realidad que el neorrealismo decía buscar. Más bien adapta las convenciones del melodrama hollywoodiense al contexto español. El director forzó las convenciones cinematográficas de un subgénero que podríamos denominar «lacrimógeno» (weepy, en inglés), pero no para parodiarlo sino para buscar el apoyo popular y demostrar su autoría. Ambos objetivos fueron logrados, pues la película fue un éxito de público y obtuvo un notable respaldo de la crítica en los festivales internacionales.
En la concesión de los premios San Jorge, Bardem fue galardonado con un Premio Especial por su trabajo en Calle Mayor. También recibió el premio al mejor director español de la revista Triunfo.

## Personajes e intérpretes

### Reparto
| Actor                  | Rol       |
| ---------------------- | --------- |
| Betsy Blair            | Isabel    |
| José Suárez            | Juan      |
| Yves Massard           | Federico  |
| Luis Peña              | Luis      |
| Dora Doll              | Tonia     |
| Alfonso Godá           | El calvo  |
| Manuel Alexandre       | Luciano   |
| José Calvo             | El doctor |
| Matilde Muñoz Sampedro | La chacha |
| René Blancard          | Don Tomás |
| María Gámez            | La madre  |

| Actor              | Rol                         |
| ------------------ | --------------------------- |
| Lila Kédrova       | Pepita                      |
| Josefina Serratosa | Doña Obdulia                |
| Julia Delgado Caro | La señora de la procesión   |
| José Prada         | Don Evaristo                |
| Pilar Gómez Ferrer | La señora de la Calle Mayor |
| Manuel Guitián     | El taquillero               |
| Margarita Espinosa | Maruja                      |
| Pilar Vela         | Encarna                     |
| Elisa Méndez       | Monja 1ª                    |
| Ángeles Bermejo    | Monja 2ª                    |
| Amelia Orta        | Victoria                    |

### Isabel
Cuando Bardem formaba parte del jurado del Festival de Cannes en el que presentaba fuera de concurso su Muerte de un ciclista, la actriz estadounidense Betsy Blair se encontraba allí presentando Marty, de Delbert Mann. El director español aprovechó la circunstancia para ofrecerle el papel protagonista de su próximo proyecto, Calle Mayor.
Blair estaba casada con Gene Kelly y había comenzado una prometedora carrera en Hollywood. Apareció en Doble vida (George Cukor, 1947) junto a Ronald Colman e intervino después en Nido de víboras (Anatole Litvak, 1947) junto a Olivia de Havilland. Pero su carrera se detuvo debido a sus ideas políticas y a la ofensiva del Comité de Actividades Antiamericanas. Las gestiones de su esposo le permitieron participar en Marty, que supuso su mayor éxito al lograr ser premiada en Cannes y en los BAFTA, así como la nominación al Óscar. Dado que era comunista, la ofensiva macarthista le decidió a trasladarse a Europa. Inicialmente se negó a participar en una película realizada en un país regido por un dictador, pero Bardem le convenció explicándole que precisamente el filme pretendía ser una crítica a la sociedad franquista. Bardem ya tenía una buena opinión de la actriz desde su pequeña participación en Doble vida.

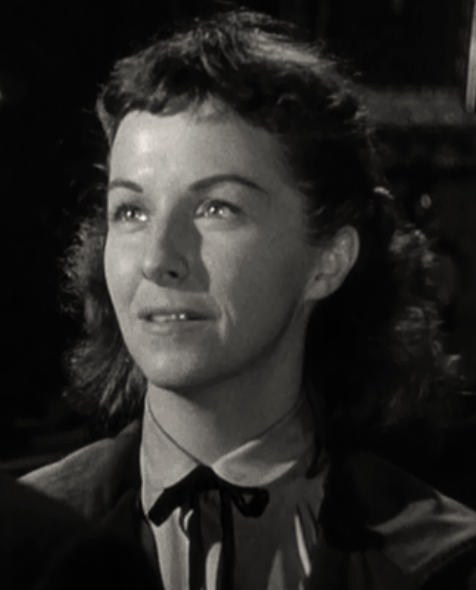
Betsy Blair

Aunque inspirada en la Flora Trevélez de la obra de Arniches, desaparece del personaje cualquier caracterización ridícula. Isabel es una mujer soltera de treinta y cinco años. Puesto que, conforme a las convenciones sociales imperantes, solo puede aspirar a casarse, lleva dieciocho años intentándolo. Para ello pasea por la Calle Mayor y acude a misa, únicas actividades que le están permitidas, pues ni siquiera el trabajo es aceptable para una señorita de su posición. Cuando Juan le declara su amor, ella se comporta igual que una adolescente, pues no deja de ser su primer novio.
El personaje se desvela poco a poco más allá del estereotipo de solterona en el que ha sido encasillado por la sociedad. El falso amor de Juan le permite mostrarse como una persona cariñosa, sensible, sincera y alegre; de extremadas dulzura e ingenuidad. Está delicadamente configurada por Bardem y Blair a base de grandes primeros planos remarcables gracias a la interpretación de la actriz estadounidense. Entre ellos destacan los que la muestran cuando posa ante el espejo o cuando examina arrobada las entradas de cine que significan su primera cita. Se compone así el papel de una mujer que resulta víctima de una sociedad que la confina a una vida yerma. Su trágica imagen final tras el cristal de la ventana forma parte de cualquier antología del cine español.
Su ausencia de alternativa vital le impide huir de la ciudad como le aconseja Federico. Ha sido educada para depender de un marido, no tiene estudios superiores, carece de medios para independizarse mediante el trabajo y ya no es lo bastante joven como para afrontar un radical cambio de vida.
En el plano final, Isabel contempla el exterior desde el encierro que es ahora su casa, a través de los cristales en los que el agua de la lluvia distorsiona su imagen; una imagen que ha dado lugar a diversas interpretaciones. Para algunos analistas del filme, cumple así la función que la sociedad le reserva, pero lo hace de forma consciente y por decisión propia. En ello se diferencia también de Flora Trevélez, cuyo destino es decidido siempre por varones. Acata las férreas normas sociales. Ha tenido la oportunidad de escapar de la ciudad y su destino, como le aconsejaba el siempre probo Federico, pero no se ha atrevido a hacerlo y se enfrenta a un vacío en el que ni siquiera cabe la redención espiritual propia de otras películas españolas de la época, como Cielo negro. De esta forma, su final supondría la resignada aceptación del fracaso, en una actitud similar a la del intelectual don Tomás. Sin embargo, no faltan quienes creen que la imagen de Isabel tras el cristal batido por la lluvia deja un atisbo de esperanza. La derrota puede hacer más fuerte a la mujer que, ni llora ni se muestra ingenua o débil en ese plano final.
El trabajo de Blair obtuvo la Medalla del Círculo de Escritores Cinematográficos a la mejor actriz extranjera en una película española. y una mención especial del jurado en el Festival de Venecia. Blair interpretó su papel en inglés y fue doblada en la versión en español por la actriz Elsa Fábregas.

### Juan
Nuevamente hay en el cine de Bardem un protagonista llamado Juan, que viene a representar a la mayoría silenciosa del pueblo español. Procedente de la capital, se ha integrado en la camarilla de calaveras ociosos. Juan colabora en lo que inicialmente le parece una broma pero, poco a poco, va tomando conciencia de que su burla puede acabar destruyendo a una persona inocente. Pero Juan no es un malvado, sino un personaje egoísta y cobarde, y por su mente solo pasan salidas como el asesinato o el suicidio. Únicamente la influencia de su amigo Federico da la oportunidad de convertirse en un personaje recuperable. Su cobardía se evidencia al final del filme. Completamente ebrio, afirma que se matará para que Isabel le quiera siempre, pero solo conseguirá huir. El plano en picado en el que contempla el río simboliza el condicionamiento social que le ha arrastrado.
Para el papel Bardem recurrió a José Suárez, un galán de Suevia Films con escaso prestigio actoral hasta entonces debido a una actuación excesivamente envarada, pero del que el director consiguió excelentes prestaciones. Suárez consiguió una de sus mejores interpretaciones, y el éxito de la película le abrió las puertas del cine italiano. Su trabajo le valió el premio al mejor actor otorgado por la revista Triunfo.

### Federico
Federico guarda una lejana similitud con el don Marcelino de La señorita de Trevélez, pues ambos transitan entre distintas visiones de la realidad y actúan como jueces. Pero, aparte de ser más joven que el personaje de Arniches y ser forastero, no ayuda a los bromistas sino que se enfrenta a ellos. Está interpretado por el actor francés Ives Massard, quien fue doblado en la versión española por Fernando Rey.
Este personaje actúa como portavoz del propio Bardem. Su deseo es acabar con esa sociedad provinciana caduca a la que el director de la película identifica con el franquismo. Es el primer personaje del director que responde al modelo del héroe del realismo socialista. En el primer guion su nombre era Federico Artigas, que era uno de los nombres falsos que utilizaba por aquella época el dirigente comunista Jorge Semprún cuando se movía en la clandestinidad. Finalmente, Bardem suprimió el apellido, aunque Semprún siempre consideró el homenaje como una temeridad que le ponía en peligro. Para el director era lógico identificar al personaje positivo de la cinta con el activista que intentaba organizar a los universitarios. Federico es el personaje que viene de la capital y no comulga con las ideas provincianas.
Sin embargo, se ha criticado que el personaje se resiente de cierto monolitismo al ser excesivamente positivo en todos sus comportamientos. No solo aconseja a Juan que interrumpa el engaño, sino que se niega a entrar en el prostíbulo, se enfrenta a los compañeros de Juan, critica la cobardía de don Tomás y acabará contando la verdad a Isabel.

### Don Tomás

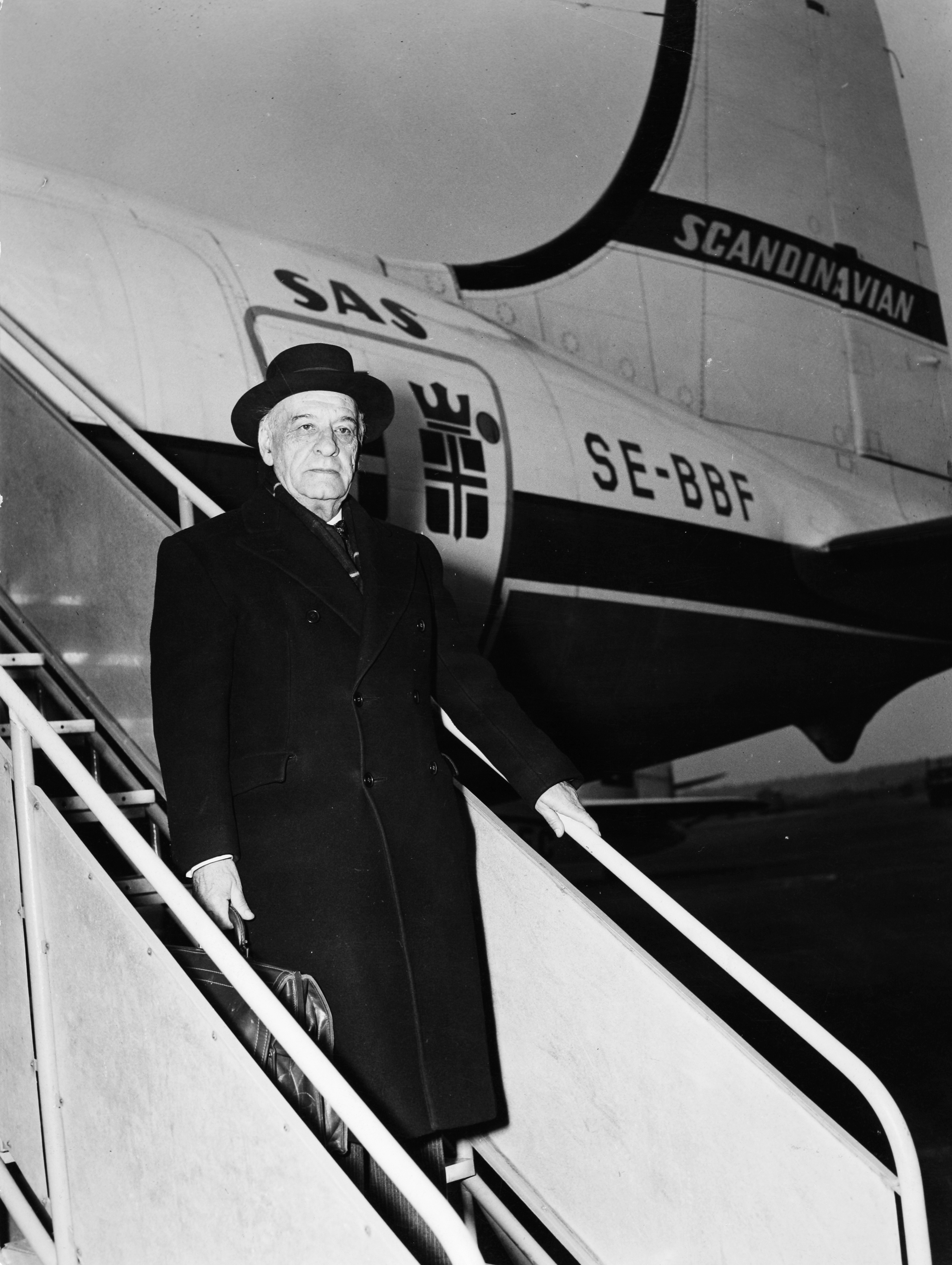
Bardem censuraba indirectamente el retorno de Ortega a España.

El actor francés René Blancard interpreta a don Tomás. Al igual que Federico, don Tomás es un intelectual, aunque de mayor prestigio. Es el personaje que sufre la broma que abre la película, y Federico acude a la ciudad de provincias para hablar con él y pedir su colaboración en la revista en la que trabaja. Sin embargo, su papel acabará siendo negativo, pues se niega a influir en la juventud provinciana y prefiere saborear una copa de vino a implicarse en el conflicto. José Ortega y Gasset fue el principal modelo del personaje, aunque también tiene algo de Miguel de Unamuno. De hecho, los intentos de Bardem de llamarlo José o Miguel fueron rechazados por la censura. El derrotismo del personaje, que prefiere asumir el espíritu provinciano a rechazarlo, representa para Bardem la postura de la intelectualidad de la España franquista.

### Tonia
Isabel no es el único personaje femenino. La prostituta Tonia lleva una existencia paralela a pesar de lo distinto de su condición social. Secretamente enamorada de Juan, también ella está a la espera de que llegue un hombre que la rescate con el matrimonio de su situación atípica. En un encadenamiento de secuencias que refuerza las similitudes entre ambas, vemos que una concluye con Isabel mirando por la ventana esperando a Juan, y la siguiente se inicia con Tonia mirando por otra ventana, probablemente esperando al mismo hombre. Junto con Federico, es el único personaje que intenta convencer a Juan de que confiese la verdad a Isabel. Dora Doll fue la actriz francesa que interpretó el papel.

### Los amigos de Juan
El grupo en el que se ha integrado Juan no tiene una vida más plena que las solteronas a quienes desprecian. Combaten el tedio bebiendo, visitando un oscuro lupanar y gastando bromas pesadas a sus convecinos. El objetivo de la burla que maquinan contra Isabel es acabar con cualquier vestigio de esperanza por encontrar marido que ella pueda mantener, ya que les parece que esa ilusión a su edad atenta contra el decoro social. No se trata solo de una broma, sino de un auténtico escarmiento.
A diferencia de los desocupados personajes de Los inútiles, todos ellos trabajan, por lo que esperan la llegada del sábado como día de expansión. Se comenzará en el casino, seguirá la visita a los bares, pues la bebida es ingrediente principal del ocio masculino provinciano, y la culminación llegará en el burdel. El domingo, sin embargo, corresponde asistir a misa y pasear o ir al cine con la familia.
Su carácter puede verse cuando Federico se encara con ellos y les insulta. Dos de ellos se dirigen hacia él para confrontar mientras reclaman la ayuda de los demás, pero uno se hace a un lado y Luciano, sorprendido al verse solo, es puesto fuera de combate fácilmente por el forastero. En la secuencia final, reirán sin compasión alguna al paso de la burlada Isabel, mostrando así la mezquindad de la sociedad de la ciudad provinciana que disfruta con la desgracia ajena.
El grupo está interpretado por los actores españoles Luis Peña, Alfonso Godá, Manuel Alexandre y José Calvo.

### La ciudad
Pero, a juicio de algunos autores, el protagonismo de la película no es de un individuo sino de una colectividad: la ciudad provinciana. Don Tomás define perfectamente la esencia de esta: «Las campanas de la catedral, los seminaristas por la Alameda en el crepúsculo de tres en tres y el paseo por la Calle Mayor». Como se ve, a pesar de la censura, Bardem consiguió incluir a la religión como uno de los elementos determinantes de la ciudad y de la tragedia que allí se vive, con la presencia permanente de la catedral y el tañir de sus campanas. La moral tradicional impone a las mujeres un único propósito en la vida: contraer matrimonio. Pero permite a los varones la doblez de visitar el prostíbulo el sábado por la noche e ir a misa el domingo por la mañana. En suma, muestra una sociedad basada en la mentira y la exclusión de aquellos a quienes no logra asimilar.
Algunos de los lugares descritos tienen honda tradición en la literatura española que describe las ciudades provincianas. Por ejemplo, la pensión en la que vive el joven soltero que, como tantos otros, no puede permitirse pagar un apartamento. O el casino, lugar de esparcimiento de los hombres pero sin el menor vestigio de actividad cultural; un punto de reunión que ya aparecía en La señorita de Trevélez. O la iglesia, espacio femenino por excelencia que Juan debe invadir para seducir a Isabel. La alameda, situada fuera de la opresiva ciudad, es el paraje natural en el que la pareja puede hablar con sinceridad y entregarse a muestras de afecto; pero también donde Juan se percata de la gravedad de la burla a la que se está dedicando. Otros son más modernos, como la sala de cine mencionada mediante una elipsis, un lugar oscuro en el que los novios pueden aproximarse más de lo que está permitido socialmente.
La Calle Mayor es el lugar por el que la gente pasea a determinadas horas, observando a los demás y dejándose ver. Ello permite criticar los comportamientos de quienes han hecho algo reprochable socialmente o de quienes no han conseguido contraer matrimonio a cierta edad. Desde cierto punto de vista, es también símbolo de la España del momento. Sin realizar mención alguna al régimen político imperante, Bardem critica su machismo y su exagerada religiosidad; pero critica, sobre todo, a la sociedad.
Símbolo de la posibilidad de escapatoria es la estación de ferrocarril. Es allí donde Juan e Isabel entablan conversación antes de que se trame la burla contra la mujer. El comentario de esta de que le gusta ir allí sin motivo aparente revela su deseo de libertad. También es allí donde, al final, Federico esperará inútilmente a Isabel para posibilitar su huida a la capital.
Aunque el rodaje en se repartió entre tres ciudades castellanas diferentes —Palencia, Cuenca y Logroño— separadas por cientos de kilómetros, el resultado final configura una ciudad verosímil y demuestra que el realismo no depende de cuestiones accesorias.

## Música
Bardem no era muy partidario de la música en el cine y la utilizaba poco en sus películas. Para Calle Mayor contó con el concurso del compositor argentino Isidro Maiztegui, quien ya había colaborado con él en Felices pascuas y Muerte de un ciclista. Maiztegui se había establecido en España en 1952 y había colaborado con diversos directores. Sin embargo, la partitura que compuso para el filme era excesivamente monótona, hasta el punto de que el productor Manuel Goyanes, tras visionar la cinta, dijo que era la película más aburrida que había visto nunca; y Ricardo Muñoz Suay señaló que el problema era la banda sonora.
Fue el productor francés, Serge Silberman, quien requirió la colaboración del francés de origen húngaro Joseph Kosma —antiguo colaborador de Jean Renoir— para mejorar la música del filme. El resultado se extendió a la versión en español, dando lugar a una banda sonora de notable importancia. Incluye un excelente tema para Isabel, un sentimental vals compuesto por Kosma, mientras que los momentos más dramáticos se ven reforzados por una estridente música. De esta forma no solo se mima a la protagonista femenina, sino que se la diferencia del resto de la ciudad. Cuando Isabel llega ilusionada al casino con la perspectiva del inminente baile en el que cree que se anunciará su compromiso matrimonial, un músico está afinando el piano. Las frases con las que Federico va disipando la alegría de Isabel se ven acompañadas por las duras notas del instrumento, subrayando así el impacto que provocan en Isabel. El afinador en cuestión es el propio Maiztegui. En cuanto a la huida de Isabel del casino, va acompañada de unos sonidos atonales casi experimentales.

## Fotografía
La fotografía del francés Michel Kelber se caracteriza por los abundantes claroscuros y tinieblas, tanto en interiores como en exteriores. Se consigue así un tono opresivo que solo se alivia en la luminosa secuencia de la alameda, en la que Isabel, fuera de la atmósfera de la ciudad, consigue expresar sus sentimientos con sinceridad. Similar contraste se aprecia en una secuencia montada en paralelo en la que se ve a los dos protagonistas: ella en su casa, que es presentada con pulcritud en su sencillez y perfectamente iluminada; él en su pequeña habitación de la pensión, desordenada y oscura.

## Recepción y trascendencia

### Presentación en Venecia
Tras percatarse de la lectura política de Muerte de un ciclista, las autoridades estrecharon el cerco sobre Bardem, a quien veían como un enemigo público. Por ello se opusieron a los deseos del realizador de presentar Calle Mayor a concurso en el Festival de Venecia. Sin embargo, la película era una coproducción con Francia y Cesáreo González logró enviar a ese país una copia de contrabando. El coproductor Serge Silberman amenazó con exhibirla en el festival como producción francesa. Ante ello, el gobierno de Franco hubo de ceder e, indignado, presentó el filme como español. El estreno internacional fue el 6 de septiembre de 1956. La película estuvo a punto de conseguir el León de Oro, que quedó finalmente desierto, pero el acta del jurado reconocía que tanto Calle Mayor como El arpa birmana habían tenido posibilidades de obtener el máximo galardón, y alababa la «maestría técnica» y «sinceridad moral» de la primera. Sí consiguió el Premio de la Crítica (FIPRESCI) conjuntamente con Gervaise, de René Clément. Y Betsy Blair consiguió una mención especial del jurado. El éxito abrió a la película diversos mercados internacionales, incluido el estreno en Nueva York. Es indudable que la posición política de Bardem y su detención durante el rodaje ayudaron al éxito.

### Estreno en España
Calle Mayor fue estrenada en España en el cine Windsor de Barcelona el 5 de diciembre de 1956. En Madrid se estrenó en el cine Gran Vía el 7 de enero de 1957. La proyección fue acompañada de ovaciones en varios momentos y, al concluir, tras unos instantes de silencio se originó un alarido de entusiasmo del público asistente. Décadas más tarde, el crítico Ángel Fernández-Santos rememoraba el evento, al que asistió siendo un joven estudiante universitario. Recordaba una sucesión interminable de aplausos y gritos que, a su entender, supusieron un «estallido de alegría» que permaneció en la memoria colectiva como reacción a la dictadura. La película permaneció en cartel durante veintiocho días.
La crítica española se dividió en su momento. Algunos autores negaron la intencionalidad social de la película, y no faltaron quienes la tildaron de falsa. Sin embargo, los comentarios fueron favorables hacia el personaje de Isabel y la interpretación de Betsy Blair.

### Otros galardones
Además de los premios ya mencionados a director e intérpretes, en España la película fue galardonada con el Cuarto Premio del Sindicato Nacional del Espectáculo, el Premio San Jorge a la mejor película española y los premios a la mejor película española concedidos por las revistas Fotogramas y Triunfo. También obtuvo el Premio Cantaclaro en Venezuela y el Premio Pluma de Oro en Austria. La revista italiana Cinema Nuovo también la distinguió como mejor filme del año.

### ¿Plagios o influencias?
Desde Muerte de un ciclista, a Bardem le acompañaba la acusación de plagio. Esta se incrementó con Calle Mayor. Se han resaltado ciertas semejanzas de la película con Los inútiles, dirigida por Federico Fellini cuatro años antes. Diversos autores han señalado que, mientras la película italiana tiene un planteamiento moral, el de la española es más social y político; pero también es cierto que el deambular noctámbulo de ambos grupos de juerguistas tiene una gran similitud.

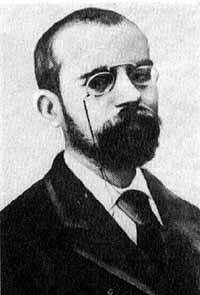
El eco de La Regenta de Clarín está muy presente en la película.

También se ha señalado un punto de contacto con Las maniobras del amor, dirigida en 1955 por René Clair. Pero se reduce a que en ambas películas un hombre seduce a una mujer a consecuencia de una apuesta. Ambos filmes siguen después caminos muy distintos, sin que en la película francesa se haga denuncia alguna de la vida provinciana. La diferencia es particularmente notable entre los dos seductores protagonistas masculinos.
Más similitudes existen con Marty, película que se entronca dentro de una corriente de «neorrealismo a la americana» que gustaba a Bardem. El filme de Delbert Mann fue exhibido en el Festival de Cannes en el que el director español fue miembro del jurado, y allí mismo este ofreció a su protagonista Betsy Blair el papel de Isabel. Con ello se repitió la situación en la que Lucía Bosè había trabajado en Crónica de un amor antes de interpretar a la María José de Muerte de un ciclista. Las referencias actorales eran habituales en Bardem en aquella época. Sin embargo, a pesar de las claras similitudes entre Isabel y la Clara Snyder de Marty, parece que cuando el director español le ofreció el papel a Blair todavía no había visto la película estadounidense. Sí había visto y recordaba el pequeño papel interpretado por la actriz americana en Doble vida, película dirigida por George Cukor que había sido estrenada en España en 1948.
Uno de los principales artífices de la tesis de la supuesta tendencia plagiaria de Bardem fue Robert Benayoun. Tras la presentación de la película en Venecia, el crítico francés publicó un artículo en la revista Positif en el que señalaba la notable influencia que en la cinta tenían Los inútiles y Las maniobras del amor, y se preguntaba cuándo dejaría de consultar Bardem las películas de sus contemporáneos.
Muy claro es el peso de un director ideológicamente tan lejano de Bardem como Elia Kazan. Como se ha dicho, la secuencia de la iglesia entre Juan e Isabel parece calcada de una similar de ¡Viva Zapata! Y la declaración durante la procesión está inspirada en un recurso usado en On the Waterfront.
Una influencia cinematográfica española es la de la mencionada Cielo negro. En esta película la burla es organizada por una mujer, pero recurre a un poeta mercenario para que escriba cartas de amor a la protagonista haciéndole creer que proceden de un amigo de la engañada. Como en Calle mayor, la protagonista solo puede aspirar al matrimonio para tener una vida plena.
Pero hay también influencias extracinematográficas, principalmente literarias. Una de ellas es la de Doña Rosita la soltera, la obra teatral de Federico García Lorca, si bien está más en ciertos ecos temáticos que en situaciones concretas. Otra es la de determinados poemas de Agustín de Foxá.
El retrato de la sociedad provinciana se puede encontrar en numerosos escritores españoles, como Larra, Valle-Inclán, Azorín, Antonio Machado y, principalmente, en La Regenta de Clarín. También el Don Juan Tenorio de Zorrilla es un claro referente.

### Valoraciones
La crítica española de la época acogió el filme de modo diverso. Luis Gómez Mesa lo descalificó globalmente diciendo que era falso y convencional y que el único personaje auténtico era el de Isabel. Otros se empeñaron en negar el contenido de crítica social. José María García Escudero elogió el personaje de Isabel, pero criticó la forma unilateral en que se presentaba la cuestión provinciana.
Hoy la crítica opina mayoritariamente que Calle Mayor es la culminación del cine de Bardem. Se considera que, tras ciertos excesos formalistas en sus anteriores filmes rodados en solitario, el director consiguió encontrar un equilibrio entre el discurso político y la estética cinematográfica; algo que beneficia su intención crítica. El resultado final se aproxima así al clasicismo del cine de Hollywood, al que se añade la influencia del Neorrealismo; todo ello con algunos toques de la tradición literaria española que retrata la vida provinciana, principalmente Clarín y Benito Pérez Galdós. Se valora especialmente el acabado técnico del filme y la dirección de actores, y se critican ciertos residuos del excesivo didactismo del realizador.
No obstante, no faltan voces críticas que censuran el excesivo acopio de elementos negativos definidores de la ciudad provinciana por parte de Bardem.

### Influencia posterior
A pesar de estar ambientada en la España franquista de los años 1950, se ha señalado la influencia de Calle Mayor en la coproducción entre EE. UU. y Canadá En compañía de hombres (Neil LaBute, 1997). En ella, dos jóvenes ejecutivos encarnados por Aaron Eckhart y Matt Malloy planean una venganza contra el sexo femenino en la persona de una secretaria sorda (Stacy Edwars) a la que intentan seducir y abandonar posteriormente.

## Regreso a la Calle Mayor
En 1986, con motivo de la celebración del trigésimo aniversario del estreno de Calle Mayor, se celebró un acto conmemorativo en el que Bardem se reencontró con Betsy Blair, Ives Massard y Dora Doll. Allí concibió el director la idea de realizar una secuela que mostrara, al cabo de las décadas, la evolución de los distintos personajes. Aunque el realizador madrileño mantuvo el proyecto de Regreso a la Calle Mayor hasta el final de sus días, nunca consiguió la financiación necesaria para materializarlo.

## Premios
| Categoría                                                                                            | Premiados           |
| --- | ------------------- |
| Premio de la Crítica del Festival Internacional de Cine de Venecia                                   |                     |
| Mención especial del jurado del Festival Internacional de Cine de Venecia                            | Betsy Blair         |
| Cuarto premio del Sindicato Nacional del Espectáculo                                                 |                     |
| Premio San Jorge a la mejor película española                                                        |                     |
| Premio San Jorge especial a la mejor dirección                                                       | Juan Antonio Bardem |
| Premio Fotogramas de Plata a la mejor película española                                              |                     |
| Premio Triunfo a la mejor película                                                                   |                     |
| Premio Triunfo al mejor director                                                                     | Juan A. Bardem      |
| Premio Triunfo al mejor actor                                                                        | José Suárez         |
| Medalla del Círculo de Escritores Cinematográficos a la mejor actriz extranjera en película española | Betsy Blair         |
| Premio Cinema Nuovo a la mejor película                                                              |                     |
| Premio Cantaclaro                                                                                    |                     |
| Premio Pluma de Oro                                                                                  |                     |